# 北海道道812号館町福島線
北海道道812号館町福島線（ほっかいどうどう812ごう たてまちふくしません）は、北海道檜山郡厚沢部町と松前郡福島町を、檜山郡上ノ国町・上磯郡知内町を経て結ぶ一般道道（北海道道）である。未開通区間が存在する。

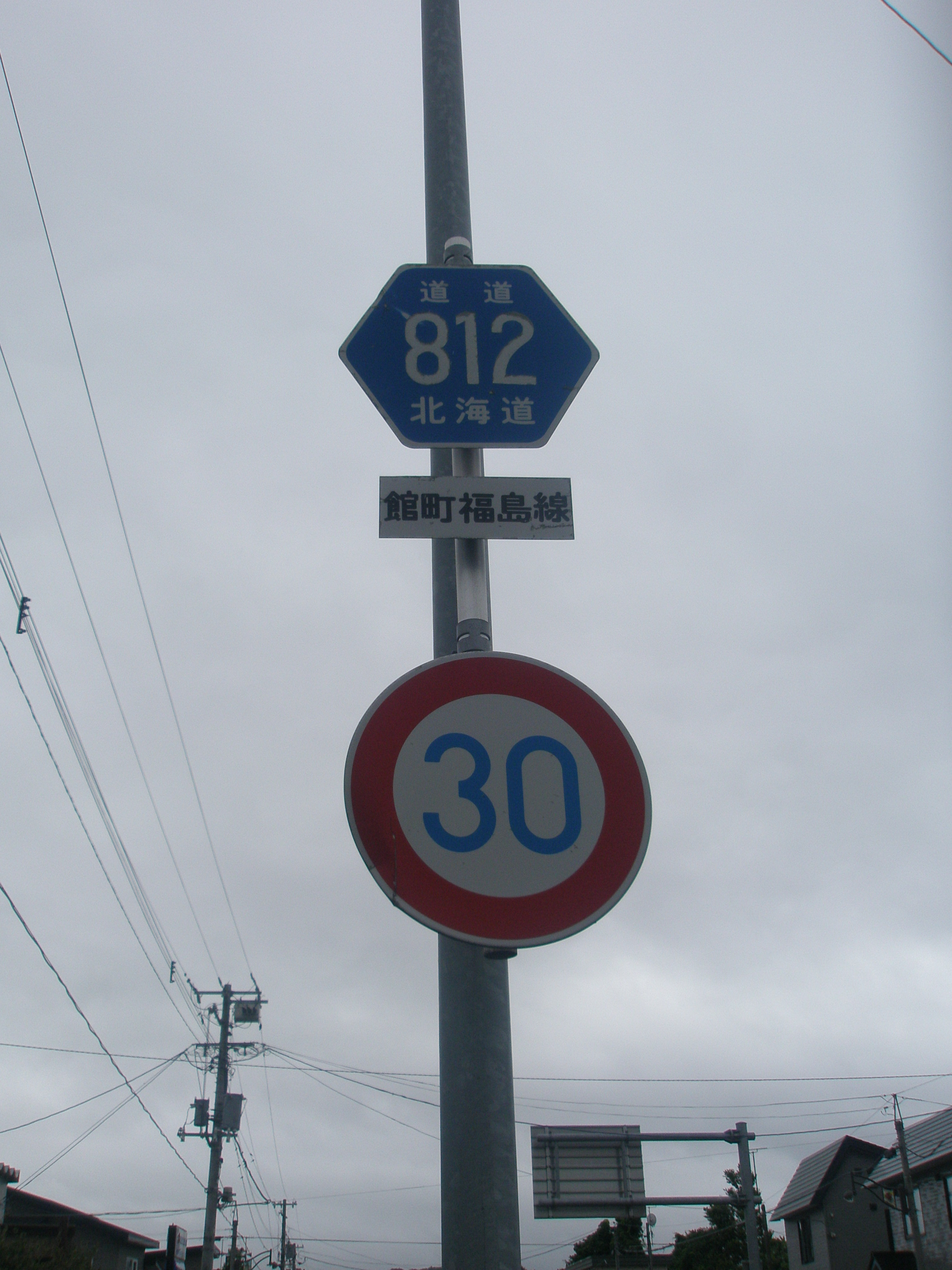
北海道道812号館町福島線・道道番号及び路線名標識（2018年8月撮影）

## 概要
厚沢部町館町から福島町字千軒までの総延長約52 kmとして計画されていた。

未開通区間が2か所存在するが、当該区間は事業中止が決定されており、厚沢部町館町から厚沢部町字城丘の区間、上ノ国町字湯ノ岱の区間、知内町字湯ノ里から福島町字千軒の区間、それぞれ3か所に分断された形で供用されている。

### 路線データ
- 起点：北海道檜山郡厚沢部町館町（北海道道29号上磯厚沢部線交点）
- 終点：北海道松前郡福島町字千軒（国道228号交点）
- 総延長：27.263 km
- 実延長：9.807 km
- 重用延長：5.941 km
- 未供用延長：11.515 km
- 未舗装延長：4.752 km

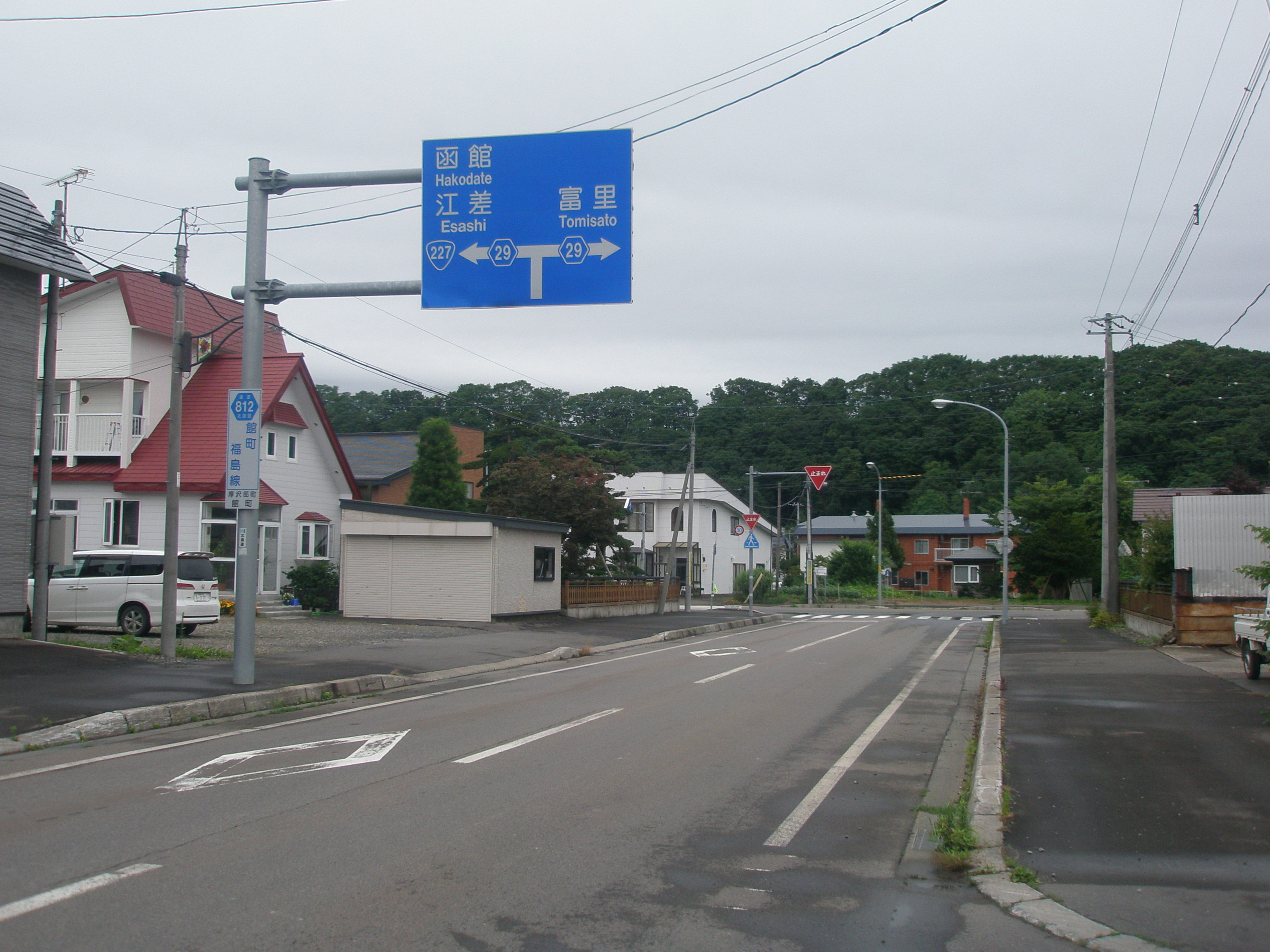
北海道道812号館町福島線・起点（2018年8月撮影）

### 道路管理者
- 渡島総合振興局 函館建設管理部 江差出張所
- 渡島総合振興局 函館建設管理部 松前出張所

## 歴史
- 1973年（昭和48年）5月16日 - 路線認定[2]。
- 1973年（昭和48年）9月10日 - 厚沢部町字城丘から上ノ国町字湯ノ岱までの11.2 kmを開発道路に指定[3]。
- 1984年（昭和59年）12月18日 - 厚沢部町字城丘から福島町字千軒までの40.4 kmを改めて開発道路に指定[4]。
- 1991年（平成3年）10月1日 - 知内町字湯ノ里から福島町字千軒の1.3 kmについて工事完了、北海道へ移管[5]。
- 1996年（平成8年）3月29日 - 厚沢部町字城丘の1.7 kmについて工事完了、北海道へ移管[6]。
- 1997年（平成9年）3月31日 - 厚沢部町字城丘の1.4 kmについて工事完了、北海道へ移管[7]。
- 1998年（平成10年）3月31日 - 厚沢部町字城丘の1.7 kmと知内町字湯ノ里の1.1 kmについて工事完了、北海道へ移管[8]。
- 2000年（平成12年）4月1日 - 知内町字湯ノ里の1.3 kmについて工事完了、北海道へ移管[9]。
- 2002年（平成14年）10月31日 - 上ノ国町字湯ノ岱の0.7 kmについて工事完了、北海道へ移管[10]。
- 2004年（平成16年）度 - 未開通区間の事業中止が決定する[1]。

## 路線状況

### 重複区間
- 北海道道634号城丘江差線（厚沢部町南館町 - 厚沢部町字城丘）

### 未開通区間
- 厚沢部町字城丘 - 上ノ国町字湯ノ岱
- 上ノ国町字湯ノ岱 - 知内町字湯ノ里
  - この区間は2004年（平成16年）度に事業中止が決まった[1]。

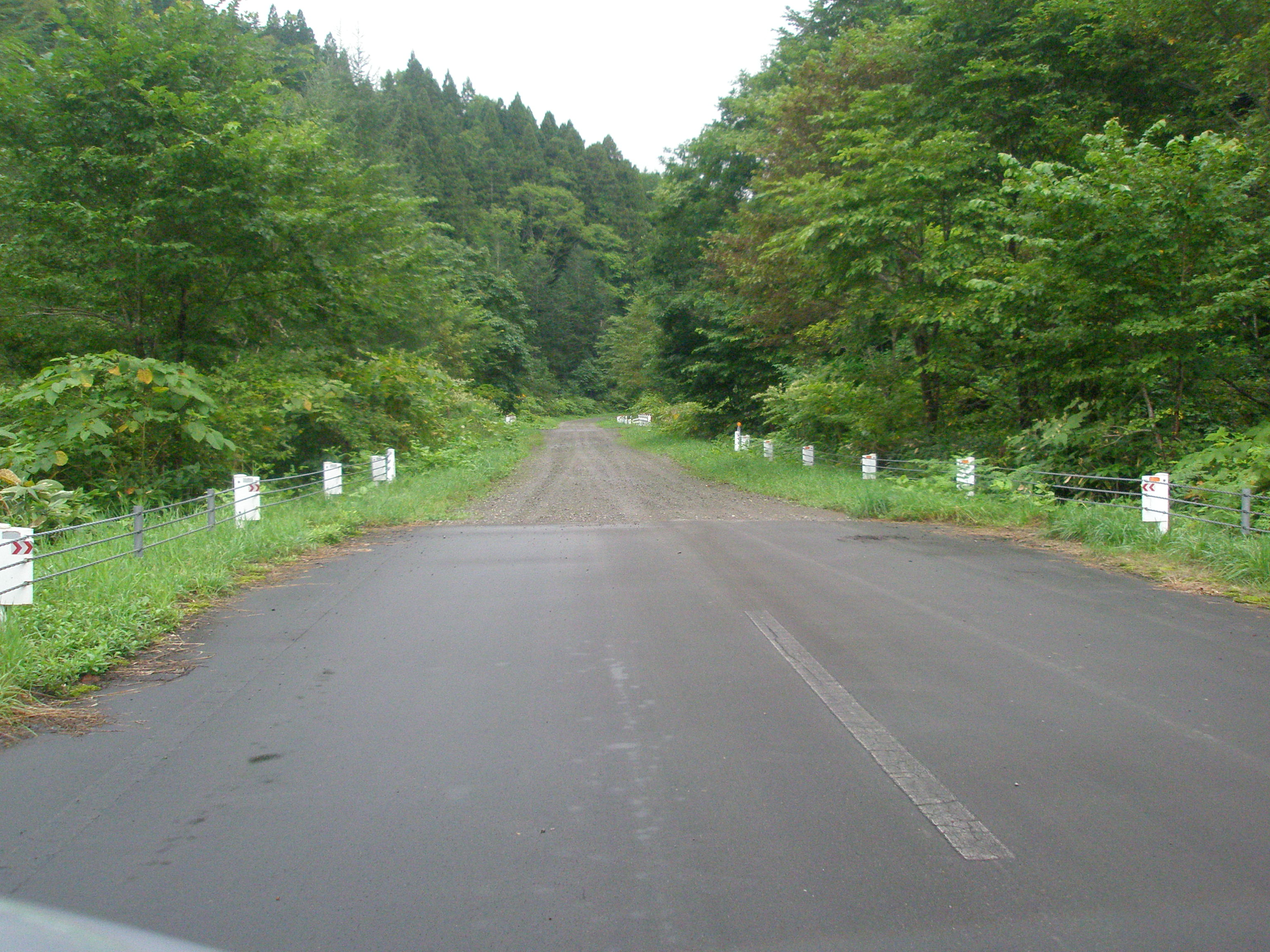
北海道道812号館町福島線・舗装部と砂利道の境（厚沢部町城丘、2018年8月撮影）
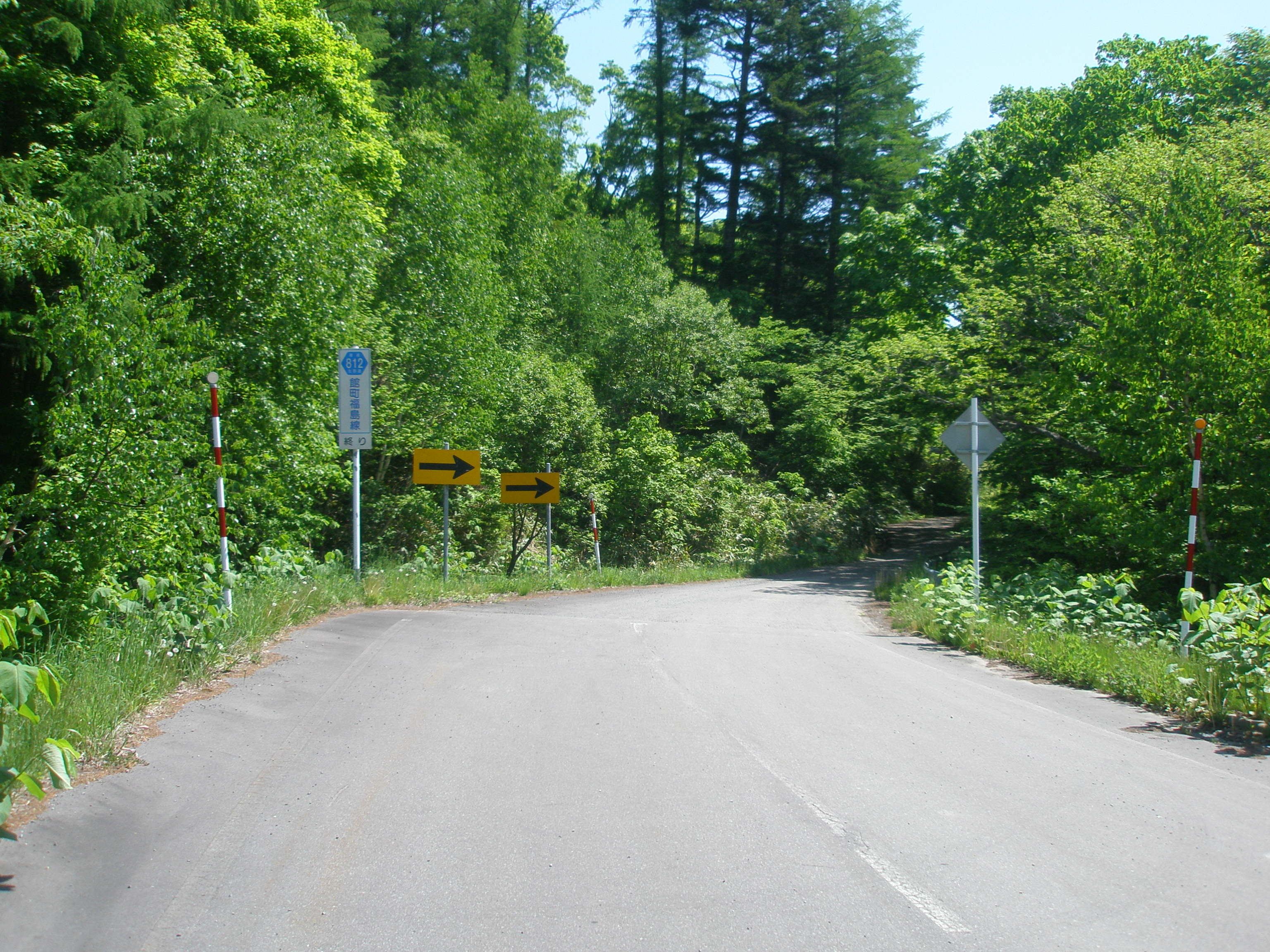
北海道道812号館町福島線・上ノ国町湯ノ岱の終了点（2019年5月撮影）

### 冬期交通規制
- 通行止め
  - 知内町字湯ノ里（湯ノ里第2ゲート） - 知内町字湯ノ里271（湯ノ里第1ゲート）
区間延長：2.0 km
  - 厚沢部町字城丘786（城丘第2ゲート） - 厚沢部町字城丘
区間延長：4.6 km
  - 上ノ国町字湯ノ岱276（湯ノ岱第1ゲート） - 上ノ国町字湯ノ岱287（湯ノ岱第2ゲート）
区間延長：0.5 km

### 道路施設

#### 主な橋梁
- 岩館橋（98 m、厚沢部川、厚沢部町館町 - 厚沢部町南館町）
- 松本橋（90 m、－、厚沢部町字城丘）
- 松倉橋（67 m、－、厚沢部町字城丘）
- 蛍橋（77 m、－、知内町字湯ノ里）
- 湯の元橋（223 m、ツラツラ川、知内町字湯ノ里）

#### 常設型ゲート
- 城丘第2ゲート（厚沢部町字城丘786）
- 湯ノ里第2ゲート（知内町字湯ノ里）
- 湯ノ里第1ゲート（知内町字湯ノ里271）
- 湯ノ岱第1ゲート（上ノ国町字湯ノ岱276）
- 湯ノ岱第2ゲート（上ノ国町字湯ノ岱287）

## 地理

### 通過する自治体
- 檜山振興局
  - 檜山郡厚沢部町
  - 檜山郡上ノ国町
- 渡島総合振興局
  - 上磯郡知内町
  - 松前郡福島町

### 交差する道路
厚沢部町
- 北海道道29号上磯厚沢部線 - 館町（起点）
- 北海道道634号城丘江差線 - 南館町、字城丘（重複）

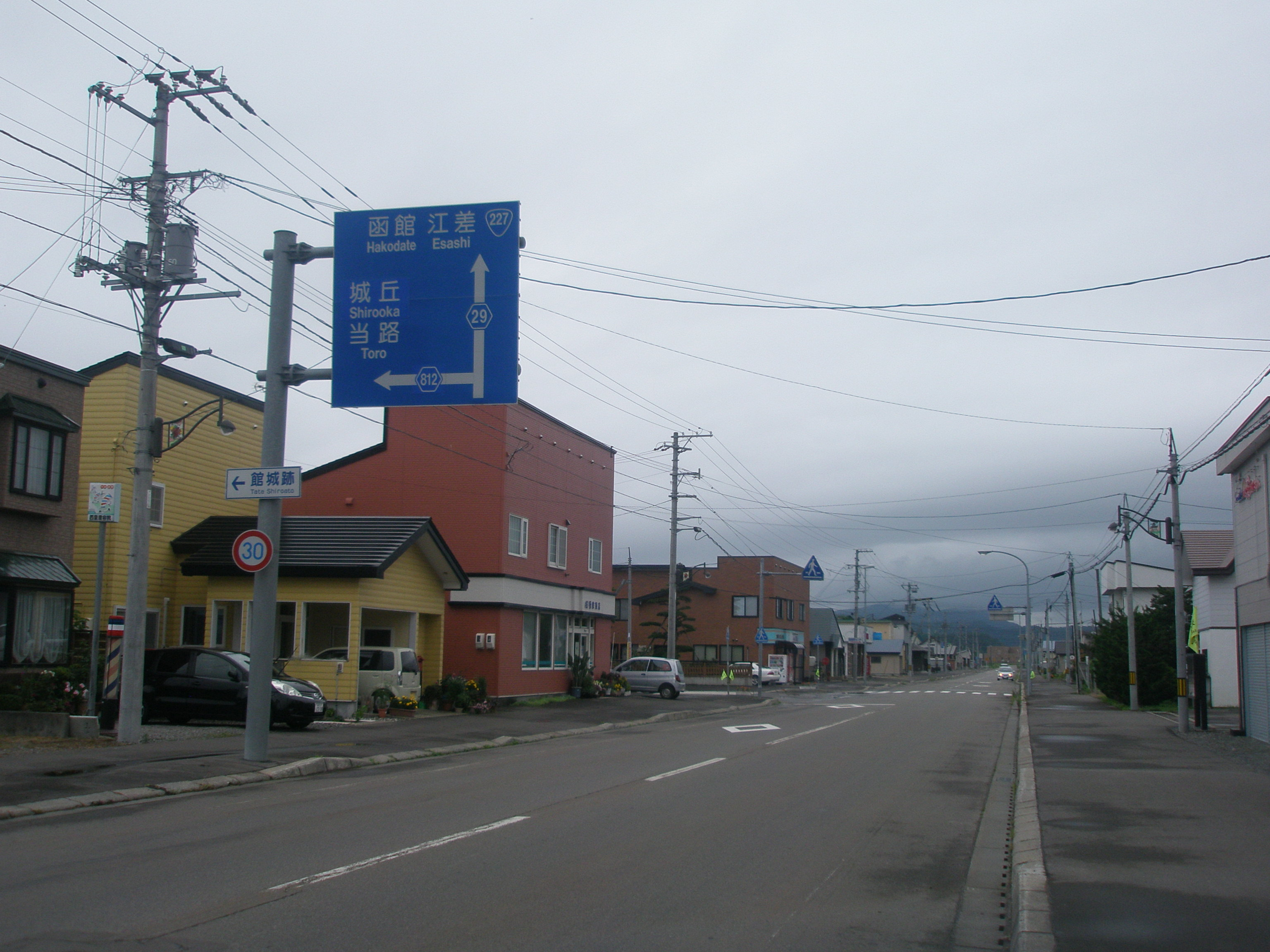
北海道道812号館町福島線・北海道道29号上磯厚沢部線交点（上磯厚沢部線起点側から、2018年8月撮影）
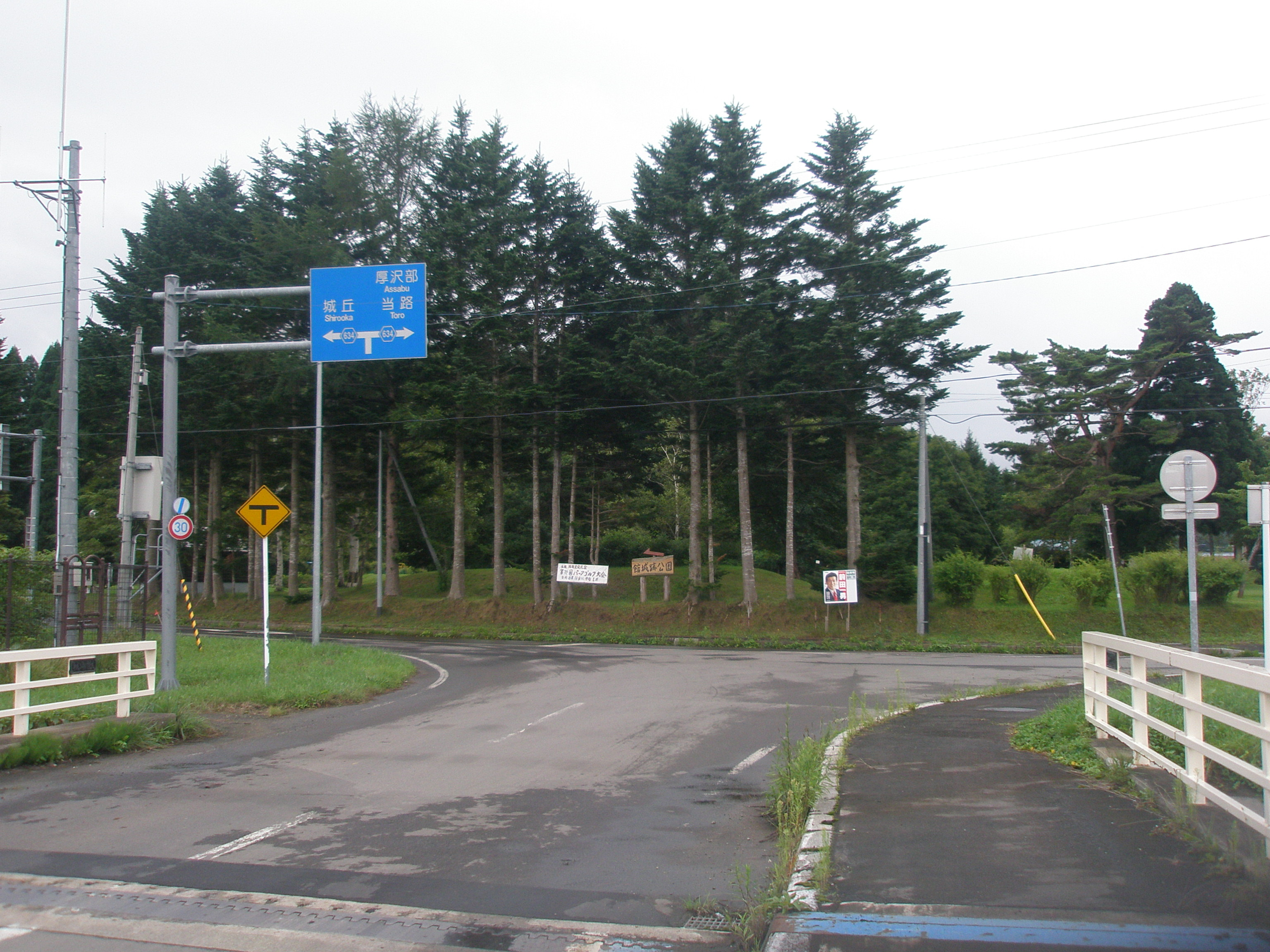
北海道道812号館町福島線・北海道道634号城丘江差線交点（起点側から、2018年8月撮影）

上ノ国町
- 北海道道5号江差木古内線 - 字湯ノ岱

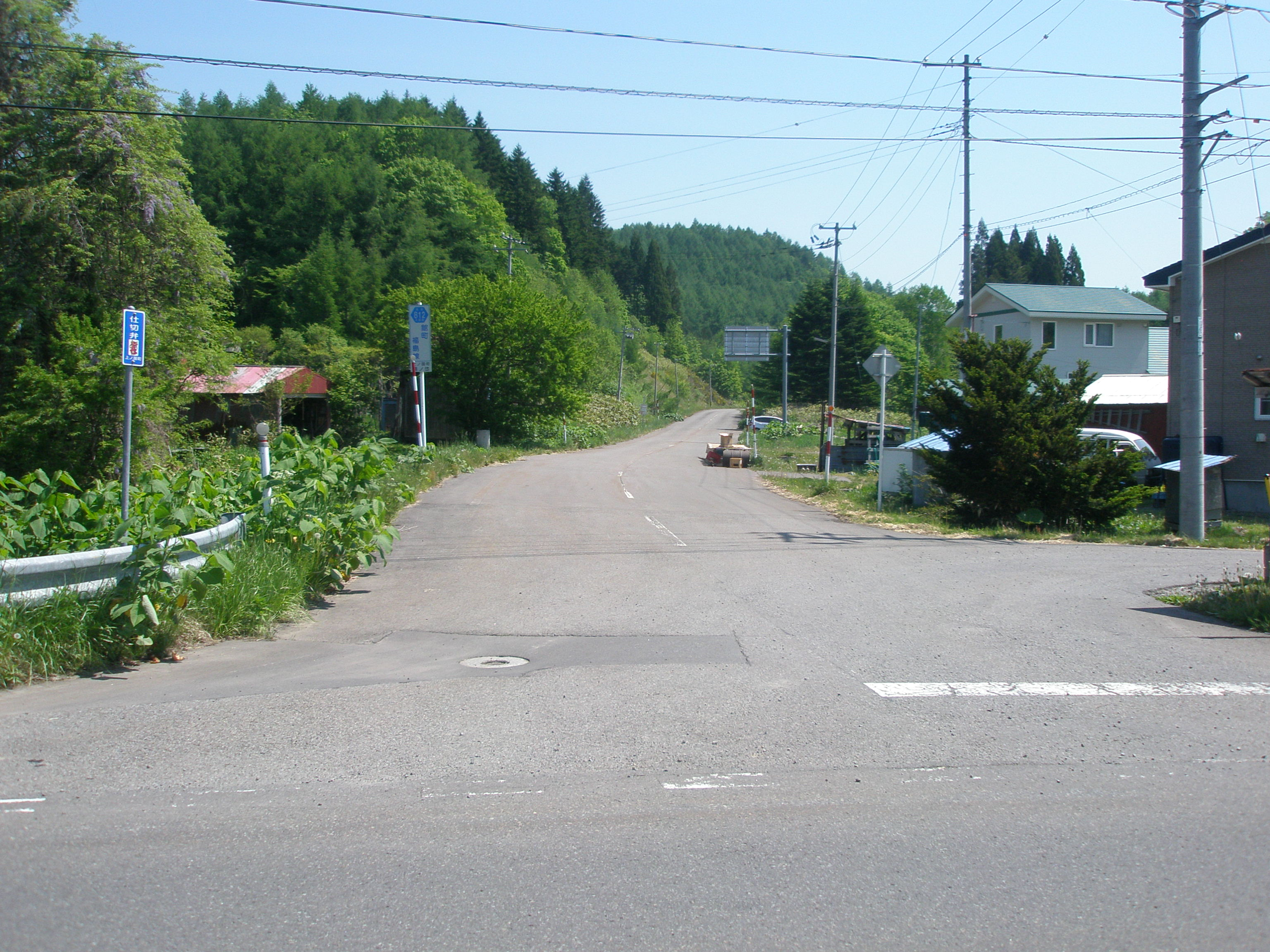
北海道道812号館町福島線・北海道道5号江差木古内線交点（上ノ国町湯ノ岱、2019年5月撮影）

福島町
- 国道228号 - 字千軒（終点）

### 沿線にある施設など
知内町
- 知内温泉